# Mae Young Classic

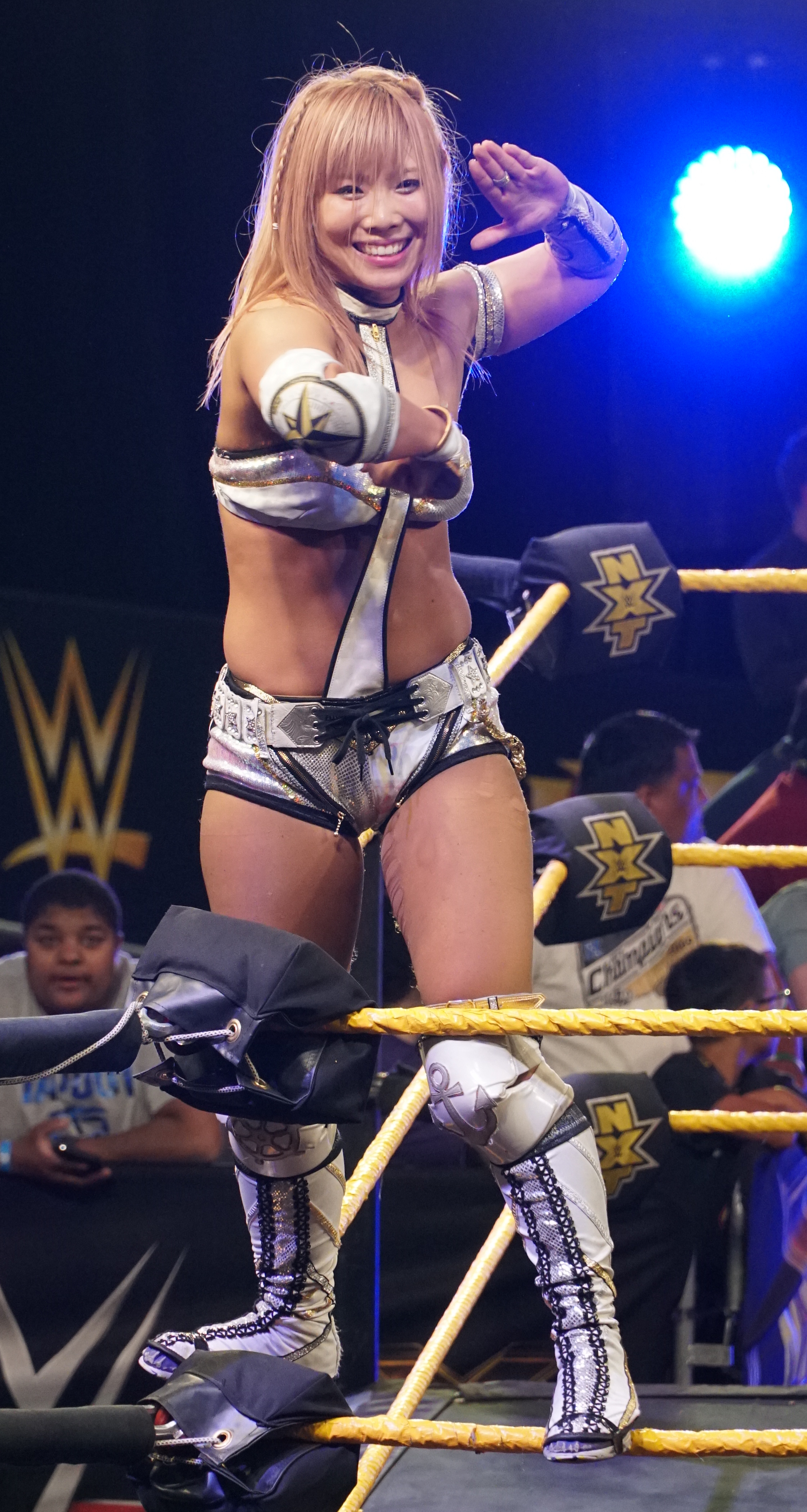
Kairi Sane la primera ganadora del Mae Young Classic.

El Mae Young Classic es un torneo femenino profesional de lucha libre producido por la WWE, una promoción basada en los Estados Unidos.
WWE anunció que un torneo de mujeres se llevaría a cabo en el verano de 2017 en una conferencia de prensa durante el fin de semana de WrestleMania 33. Habrá un total de 32 luchadores compitiendo. El nombre del evento es en honor de la difunta miembro del Salón de la Fama de la WWE Mae Young.
En abril de 2018, se anunció un segundo torneo.

## Fechas y lugares
| Evento                   | Fecha                    | Lugar                 | Estadio                           | Evento principal                    |
| ------------------------ | ------------------------ | --------------------- | --------------------------------- | ----------------------------------- |
| Mae Young Classic (2017) | 13 de julio de 2017      | Winter Park, Florida  | Full Sail University              | Kairi Sane derrotó a Shayna Baszler |
| Mae Young Classic (2017) | 14 de julio de 2017      | Winter Park, Florida  | Full Sail University              | Kairi Sane derrotó a Shayna Baszler |
| Mae Young Classic (2017) | 27 de septiembre de 2017 | Paradise, Nevada      | Thomas & Mack Center              | Kairi Sane derrotó a Shayna Baszler |
| Mae Young Classic (2018) | 8 de agosto de 2018      | Winter Park, Florida  | Full Sail University              | Toni Storm derrotó a Io Shirai      |
| Mae Young Classic (2018) | 9 de agosto              | Winter Park, Florida  | Full Sail University              | Toni Storm derrotó a Io Shirai      |
| Mae Young Classic (2018) | 28 de octubre de 2018    | Uniondale, Nueva York | Nassau Veterans Memorial Coliseum | Toni Storm derrotó a Io Shirai      |